# Burg Heistard
Burg Heistard, auch Holzheim, Heistartburg genannt, ist eine Wasserburg im Mechernicher Ortsteil Holzheim. 

## Beschreibung

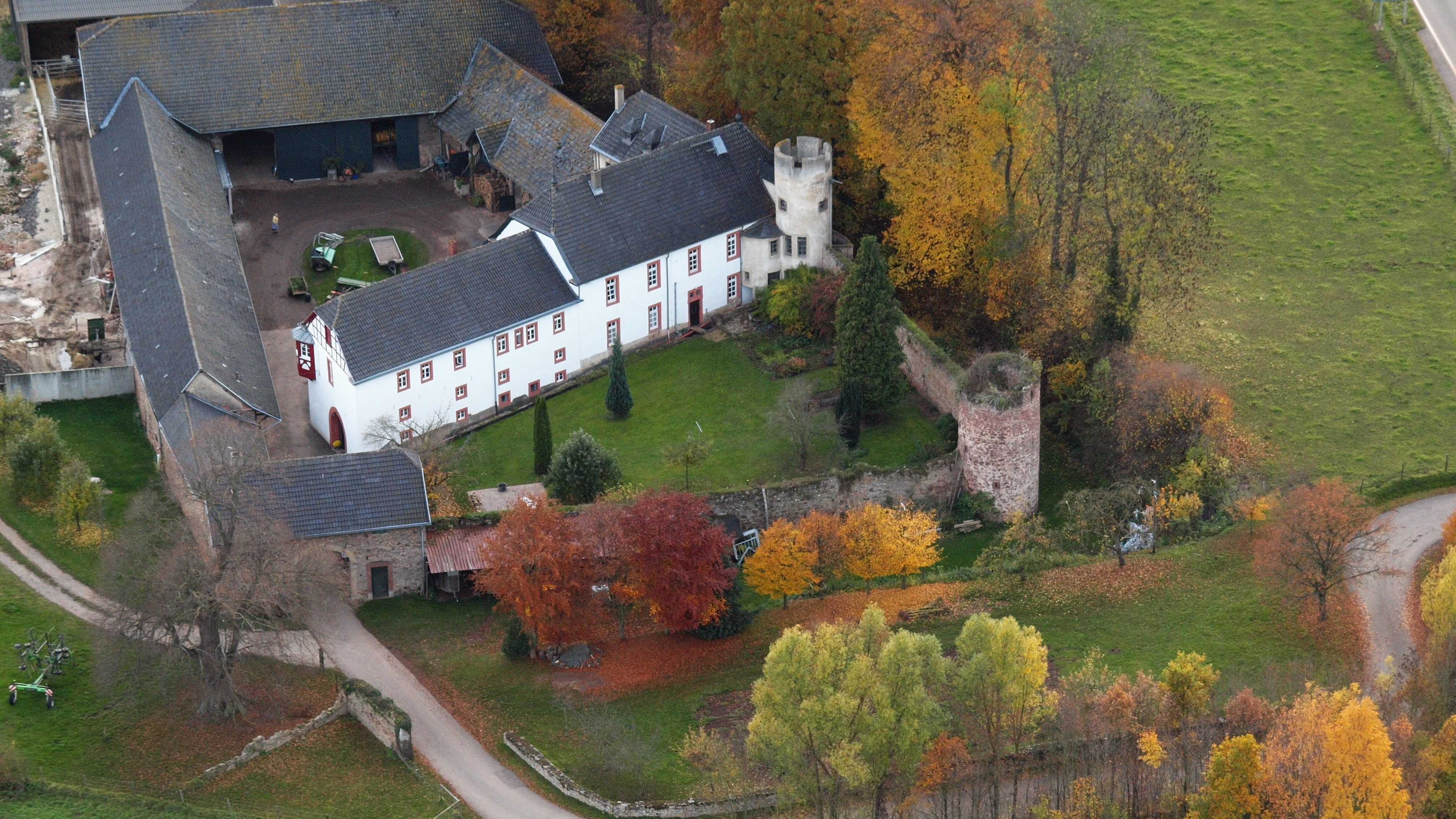
Burg Heistard, Luftaufnahme (2015)

Eine erste Erwähnung der Niederungsburg stammt aus dem Jahr 1333. Die heute noch erhaltenen Überreste sind jedoch wohl erst ab 1486 erbaut worden. Das Herrenhaus wurde im 15./16. Jahrhundert neu errichtet, der 1846 abgerissene Torturm im 17. Jahrhundert und die Wirtschaftsgebäude im 17. und 18. Jahrhundert ausgebaut. Am Ostflügel wurde noch im 19. Jahrhundert gearbeitet. Die Burg mit dem rechteckigen Grundriss hat einen Außengraben und an der West- und Südseite zusätzlich einen Wall. In den Außenmauern befinden sich Schießscharten. Erhalten geblieben ist ein 14 Meter hoher, viergeschossiger Rundturm aus Bruchstein in der Nordecke.
Die Burg ist in Privatbesitz und wird als Bauernhof genutzt. Das Anwesen kann nur von außen besichtigt werden.